# 大和地所レジデンス
大和地所レジデンス株式会社（だいわじしょレジデンス、DAIWA LAND RESIDENCE CO.,LTD.）は、マンションの分譲を中心に展開する日本の不動産会社（デベロッパー）である。

## 概要
創業者の西丸誠が、1993年2月16日に日本綜合地所株式会社として設立した。
西丸は1971年に広島工業大学を卒業後、増岡組での勤務を経て日本国土開発ー大京観光（現：大京）ー明和地所に勤め、各社で経験を積んだ。
2003年、東京証券取引所1部に上場を果たす。
2010年代以降は首都圏を中心に分譲マンションを展開し、2012年にはマンション供給戸数ランキングで首都圏12位の792戸を達成した。
企業としては2009年2月5日、会社更生手続の開始申立てを実施。
株式会社大和地所がスポンサー企業となり、同じ年に民事再生法を申請したダイア建設（現：ダイア建設新潟・ダイア建設名古屋の前身）と共に大和地所の傘下に入る。
2012年10月、会社更生手続を終結したのち、2015年4月に現在の社名へ商号変更した。
なお、当社よりも先に創業した総合地所株式会社とは関連がなく、2009年の会社更生法申請時に同社と混同するケースがみられた。また、同業者である大和ハウス工業とも一切関係はない。

## 沿革
- 1993年 - 日本綜合地所株式会社設立、本店を横浜市南区とし、東京都港区に東京本社を開設
- 1994年 - 自社企画開発分譲第一号、グランパーク深沢分譲
- 1997年 - 港区三田に自社ビルを購入、東京本社を移転
- 1999年 - 株式店頭登録
- 2000年 - マンション管理事業開始
- 2001年 - 大規模開発案件「横濱レイディアントプロジェクト」用地を取得
- 2001年 - 最大100Mbps高速インターネット常時接続サービスを新規供給物件の全戸全居室に導入開始
- 2001年 - 全事業部門で国際環境基準ISO14001の認証取得
- 2001年 - 東京証券取引所2部上場
- 2002年 - 国領駅（東京都調布市）前超高層再開発事業参画
- 2002年 - 港区高輪に自社ビルを購入、東京本社を移転
- 2002年 - 府中駅（東京都東京都）前超高層再開発事業参画
- 2003年 - 東京証券取引所1部上場
- 2003年 - 日綜ハウジング株式会社設立
- 2003年 - 首都圏最大級プロジェクト「レイディアントシティ横濱」販売開始
- 2003年 - マンション管理事業部門を分社化し、日綜コミュニティ株式会社（現・大和地所コミュニティライフ株式会社）設立
- 2005年 - 不動産取引業界初「プライバシーマーク」取得
- 2005年 - 東京都港区に本店を移転
- 2005年 - ビル事業開始
- 2005年 - 日立造船不動産株式会社の全株式取得
- 2006年 - 横浜市神奈川区に横浜支店を開設
- 2006年 - 日立造船不動産株式会社を日綜不動産株式会社に名称変更
- 2006年 - メディアイノベーションから株式会社ミクプランニング、江原道株式会社、株式会社ライブカンパニー、株式会社バーデハウス室戸の全株式取得
- 2008年 - 11月17日、経営環境の悪化を理由に2009年4月入社予定の53人の内定を取り消し
- 2009年 - 2月5日、会社更生手続開始申立て（負債総額1,975億4,900万円）[3]。同年3月6日、上場廃止
- 2010年3月 - 発行済み全株式を無償取得し全償却する完全減資を実施。
- 2010年6月 - 日綜ハウジング株式会社を合併。港区新橋に東京本社を移転
- 2012年10月 - 会社更生手続終結
- 2014年6月 - 港区西新橋に本社を移転
- 2015年4月 - 現社名の大和地所レジデンス株式会社に変更

## 分譲住宅
企画・開発しているマンションは、ヨーロッパ風の外観デザインが特徴で、2007年8月以降、ブランドを“ヴェレーナ”シリーズに統一した。
吹き抜けを設けることで、容積率の不算入部分が建築基準法が定める2メートルの制限に抵触しないようにした、奥行き4メートルの「オープンエアリビングバルコニー」を設置している物件もある。

### かつて展開していたブランド
- グランシティシリーズ - 通常の分譲マンションシリーズ
- レイディアントシティシリーズ - 大規模開発マンションシリーズ
- グランタワーシリーズ - タワー型高層マンションシリーズ